# Papa Inocențiu al XI-lea
Papa Inocențiu al XI-lea (Benedetto Odescalchi) (n. 19 mai 1611, Como, Ducatul Milanului, Italia – d. 12 august 1689, Roma, Statele Papale) a deținut funcția de papă între anii 1676-1689. A fost beatificat (declarat fericit).